# Mannoproteine
Mannoproteine sind Mannose-reiche Proteine, die bei der Autolyse von Hefezellen aus den äußeren Zellwänden entstehen. Sie entstehen insbesondere bei der alkoholischen Gärung und sind in der Weinherstellung relevant. Mannoproteine sind in der EU eingeschränkt zugelassen als Zusatzstoff zu Wein.

## Eigenschaften
Mannoproteine sind Makromoleküle mit einem Gewicht von 5–800 kDa und bestehen zu 80–90 % aus Mannose bzw. Mannan und 10–15 % Protein. Glucan kann zu einem geringen, kovalent gebundenen Anteil vorliegen.
Die makromolekularen Hydrokolloide können Lösungen auf sterische und viskose Weise beeinflussen: Die viskose Wirkung basiert auf Wasserstoffbrücken, die zwischen hydrophilen Teilen der Mannoproteine untereinander, mit Wasser, Ethanol oder anderen geeigneten Lösungsmittelmolekülen aufgebaut werden und dadurch die Viskosität der Flüssigkeit erhöhen.
Die sterische Wirkung zeigt sich auf drei Arten:
- Als kolloide Barrieren können Mannoproteine den Transfer gut löslicher Moleküle in andere Phasen verhindern.
- Kleinere Mannoproteine (<200 kDa) verhindern Aggregate von Polyphenolen, die als Feststoff ausfallen können.
- Größere Mannoproteine (>200kDa) können mit Polyphenolen, insbesondere Flavanol, Aggregate bilden die schwer löslich sind und ausfallen.

Die viskose und sterischen Wirkungen sind insbesondere für die sensorische Qualität in der Weinherstellung relevant.

## Verwendung
In der Weinherstellung entstehen Mannoproteine während der alkoholischen Gärung und bei der Hefesatzlagerung. Typischerweise liegt die Konzentration von Mannoprotein in Wein bei 100–150 mg/L.
Moderne Hefen zur Weinherstellung sind zum Teil auf eine Überproduktion von Mannoproteinen optimiert. Um die Ausbeute an Mannoproteinen im Wein gezielt zu erhöhen, werden die Techniken der Hefesatzlagerung und der Bâtonnage verwendet. Bei der Bâtonnage wird der Hefesatz während der Weinreifung regelmäßig aufgerührt, um den Zerfall der Hefezellen zu beschleunigen.
Neben der vorteilhaften sensorischen Veränderung des Weins verhindern Mannoproteine den Ausfall von Weinstein und Eiweißtrübungen.
Hefe-Mannoproteine sind in der EU gemäß Verordnung 2019/934 als Zusatzstoff in der Weinherstellung zugelassen. Die Verwendung ist eingeschränkt als Stabilisator für teilweise gegorenen, zum unmittelbaren menschlichen Verbrauch bestimmten Traubenmost. Mannoproteine werden als Zusatzstoff mit INS-Nummer 455 bezeichnet.